# Afanasjewo (obwód lipiecki)
Afanasjewo (ros. Афанасьево) – wieś (sieło) w Rosji, w obwodzie lipieckim, w rejonie izmałkowskim. W 2010 liczyła 1872 mieszkańców.